# Capar (Jatinegara)
Capar is een bestuurslaag in het regentschap Tegal van de provincie Midden-Java, Indonesië. Capar telt 910 inwoners (volkstelling 2010).